# روي سبينس
روي سبينس (بالإنجليزية: Roy Spence)‏ هو صانع إعلانات ‏ أمريكي، ولد في 10 أكتوبر 1948.